# Caught in the Rain
«Caught in the Rain» — песня американской постгранж-группы Revis, которая впервые прозвучала в финальных титрах фильма «Сорвиголова» (2003) и вошла в саундтрек к нему. В апреле 2003 года состоялся её релиз в формате ведущего сингла дебютного альбома группы Places for Breathing. Она стала самой популярной песней группы и попала в топ-10 чарта Billboard Hot Mainstream Rock Tracks. Также сингл, начиная с 7 июня 2003 года, оставался на 20-м месте в чарте Alternative Songs в течение 16 недель. Более месяца спустя, 19 июля, песня достигла 8-го места в чарте Hot Mainstream Rock Tracks, где находилась в течение 26 недель.

## Клип
Стивен Мурашиге срежиссировал клип на песню; ранее постановщик снимал видео для Incubus и Rage Against the Machine.
В клипе группа исполняет песню на сцене в тёмной комнате; параллельно в объектив камеры попадает одинокая женщина в похожем помещении. Когда видео заканчивается, женщина встаёт и уходит.

## Трек-лист
| №  | Название             | Длительность |
| -- | -------------------- | ------------ |
| 1. | «Caught in the Rain» | 3:28         |

## Чарты
| Чарты (2003)                   | Высшая позиция |
| ------------------------------ | -------------- |
| US Billboard Alternative Songs | 20             |
| US Billboard Mainstream Rock   | 8              |